# Cirrhochrista etiennei
Cirrhochrista etiennei is een vlinder uit de familie van de grasmotten (Crambidae). De wetenschappelijke naam van deze soort is voor het eerst gepubliceerd in 1975 door Pierre Viette.
De soort komt voor op Réunion.